# Sébastien Migné
Sébastien Bernard Henri Clément Migné (La Roche-sur-Yon, 30 novembre 1972) è un allenatore di calcio ed ex calciatore francese, di ruolo centrocampista, attuale commissario tecnico della nazionale haitiana.

## Carriera
Iniziò la sua carriera professionale nel 1989 nelle file de La Roche-sur-Yon e successivamente nel FC Mougins, trasferendosi allo Stade Vallauris nel 1994. Si è poi unito nella formazione inglese dell'Hoxton FC nel 1996 e nel 1997 è passato al Boreham Wood FC. Terminò la sua carriera calcistica da giocatore nel 1998 con i Leyton Orient.
Proprio nel 1998 intraprese la carriera di allenatore di calcio, gestendo da prima lo FC Mougins. Diventa poi il vice di Jean-Pierre Papin a Strasburgo e Lens. Nel 2008, Claude Le Roy lo ha reso suo nuovo assistente dopo la partenza di Hervé Renard. Le Roy, assistito da Migné, ha assunto la guida della selezione di Oman e quella della Siria nel 2011. Dopo soli due mesi, si occupano della selezione della Repubblica Democratica del Congo. Due anni dopo, si uniscono al Congo e termina la sua carriera di assistente sotto l'ala di Claude Le Roy con il Togo nel 2017.
Viene poi presentato come commissario tecnico del Congo, di cui prende il posto 6 marzo 2017. Firma il 3 maggio 2018 un contratto con la squadra nazionale del Kenya.